# Nadija Savtjenko
Nadija "Nadezjda" Viktorivna Savtjenko (ukrainska: Надія Вікторівна Савченко), född 11 maj 1981 i Kiev i Ukrainska SSR i Sovjetunionen, är en ukrainsk tidigare politiker och helikopterpilot. Perioden 2014–2018 var hon parlamentsledamot i det ukrainska parlamentet och av parlamentet utsedd till en av Ukrainas tolv ledamöter i Europarådets parlamentariska församling. Savtjenko blev fängslad i Kiev 22 mars 2018 anklagad för att ha planerat en statskupp i Ukraina. Efter över ett år blev hon 16 april 2019 frisläppt mot borgen. Åklagaren har dock inte dragit tillbaka anklagelserna.
I juni 2014 tillfångatogs Savtjenko av proryska rebeller i Luhansk oblast då hon deltog som frivillig i konflikten i östra Ukraina. Hon fördes senare till Ryssland där hon hölls frihetsberövad och i mars 2016 dömdes till 22 års fängelse för mord på två ryska journalister. Domen fick internationell uppmärksamhet och Savtjenko anklagade Ryssland för att ha kidnappat henne. Två månader senare återvände hon till Ukraina som del av en fångutväxling mellan de båda länderna.

## Biografi
Savtjenko deltog i Irakkriget som fallskärmssoldat i Multinationella styrkan och blev 2009 den första kvinna som tog examen från Ukrainas stridspilotakademi i Charkiv. Hon är kvalificerad att flyga Suchoj Su-24-planet och Mil Mi-24-helikoptern.

### Ukrainakonflikten
Under kriget i östra Ukraina 2014 var Savtjenko tjänstledig från sin tjänst som löjtnant i Ukrainska arméns 3.e flygregemente i Brody. Istället deltog hon som frivillig instruktör och infanterist i Aidarbataljonen, som enligt Amnesty begått flera krigsförbrytelser, bland annat mord på civila och kidnappningar, samt rån, misshandel och utpressning mot personer som de anklagar för samarbete med Ryssland.

#### Savtjenko tillfångatas av Donbassfolkets milis
Under kriget i Donbass kämpade Savtjenko som frivillig i östra Ukraina i Aidarbataljonen. Den 17 juni 2014 kl. 10:46 tillfångatogs hon i närheten av byn Metalist i Slovianoserbsk Raion av medlemmar ur Zaryabataljonen, en beväpnad prorysk milisgrupp som svurit trohet mot den självdeklarerade Folkrepubliken Lugansk. Den 19 juni fanns på nätet en video med ett förhör som gjorts med henne när hon satt i handfängsel fast i ett järnrör. Den 20 juni förklarade chefen för kontraspionage, Vladimir Gromov, att Savtjenko skulle bli väl omhändertagen. Den 22 juni kom medierapporter om att hon blivit förflyttad till Donetsk.

#### Häktning och rättegång i Ryska federationen

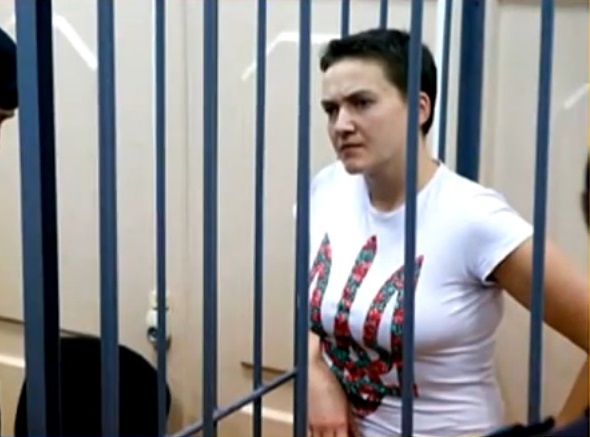
Nadija Savtjenko under rättegången i Moskva, 7 november 2014.

Savtjenko dömdes 22 mars 2016 i rysk domstol till 22 års fängelse för två mord och för att illegalt ha tagit sig in i Ryssland. Hon dömdes för "mord med politiskt hat i tjänsteutövningen", enligt Artikel 33 punkt 5 och Artikel 105 punkt 2 i ryska strafflagen. Enligt Artikel 12 i strafflagen kan utländska medborgare som har begått ett brott utanför ryskt territorium, åtalas i Ryssland om brottet riktar sig mot ryska intressen eller medborgare. Rättegången mot henne påbörjades 30 juli 2015 i Donetsk i Rostov oblast, nära gränsen mot Ukraina. Den inledande sessionen hölls bakom stängda dörrar. Savtjenko överklagade inte den fällande domen eftersom hon hoppades på en snabb process om utvisning till Ukraina.
Savtjenko dömdes för att den 17 juni 2014, när hon stred i Aidarbataljonen utanför byn Metallist, med granatkastare ha lett in artillerield mot en vägspärr som bemannades av proryska rebeller. Därvid dödades Igor Korneljuk och Anton Volosjin, två ryska journalister från den ryska statstelevisionen. De dödades tillsammans med flera andra vid beskjutningen. Hon greps och förhördes av proryska separatister som därefter skulle ha släppt henne. Senare samma dag greps hon av ryska myndigheter för att ha tagit sig illegalt över gränsen till Ryssland, förklädd till flykting. Ursprungligen anklagades hon för medhjälp till mord, men åtalet uppgraderades senare till mord.
Savtjenko påstår själv att hon samma dag som hon enligt ryska myndigheter greps tillfångatogs av separatister utanför Luhansk i det separatistkontrollerade området i östra Ukraina och därefter lämnats ut till Ryssland. Under häktningstiden i Moskva och Donetsk genomförde hon flera hungerstrejker, bland annat under 83 dagar våren 2015.
Många europeiska och amerikanska topptjänstemän har krävt att Ryssland friger Savtjenko, eftersom de anser att rättsprocessen är politisk och för att hon har internationell immunitet som ukrainsk medlem av Europarådets parlamentariska församling.

#### Frigivning av Savtjenko
Savtjenko frigavs 25 maj 2016 i en fångutväxling mellan Ryssland och Ukraina. President Vladimir Putin sa i ett uttalande att humanitära skäl ligger bakom beslutet att benåda Savtjenko. Jevgenij Jerofejev och Aleksandr Aleksandrov, som 2016 dömdes till 14 års fängelse för terrorbrott och för krigföring på ukrainsk mark och som Ukraina hävdar tillhör ryska elitförband, släpptes i utbyte mot Savtjenko. Enligt Putin var det de två änkorna till Savtjenkos mordoffer – Jekaterina Korneljuk and Marianna Voloshina – som hade bett Putin att benåda Savtjenko.

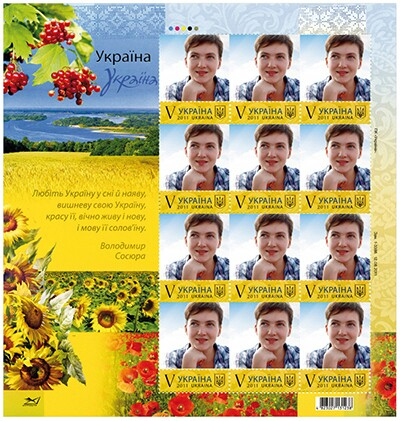
Nadija Savtjenko på ukrainskt frimärke.

I Ukraina ses Savtjenko ofta som en hjälte och symbol för motståndet mot Ryssland, men efter att ha blivit utväxlad har hon blivit en högst kontroversiell person i hemlandet sedan hon bland annat sagt att Ukraina måste be om ursäkt till medborgarna i utbrytarrepublikerna i östra Ukraina. Savtjenko har i intervjuer sagt att hon vill starta direkta förhandlingar med separatistledarna för att få slut på kriget. "De är inte våra fiender", har hon sagt. Hon menar också att de sanktioner som införts mot Ryssland inte är rätt väg att gå. Det har i Ukraina satts igång en kampanj för att ta ifrån henne den medalj som "Ukrainas hjälte" hon fick 2016.

### Politisk karriär, 2014 och framåt
Inför det ukrainska parlamentsvalet 2014 var Savtjenko partiet Fäderneslandsförbundets förstanamn och valdes till ledamot av Verchovna Rada, det ukrainska parlamentet. I en intervju i Radio Free Europe juni 2016 förklarade hon att partiet inte var hennes förstahandsval, men att "det inte var det värsta". Under samma valrörelse var även hennes syster Vira Savtjenko kandidat för samma parti i valdistriktet Yahotyn. Efter valet lämnade Savtjenko den ukrainska armén 7 november 2014. Den ryska regeringen har erkänt valresultatet i Ukraina vilket innebär att Ryssland hållit en erkänd folkvald politiker från ett annat land frihetsberövad.
I slutet av november 2014 undertecknade Savtjenko sin parlamentsed som skickades till Ukraina genom sin advokat och blev därmed insvuren som parlamentsledamot 27 november samma år. 25 december blev hon inlemmad som Ukrainas representant i Europarådets parlamentariska församling (PACE), vilket innebar att hon juridiskt tillerkänts parlamentarisk immunitet hos "medlemsländerna", inklusive i Ryssland.
6 november 2015, medan Savtjenko fortfarande var fängslad i Ryssland, presenterades hennes första lagförslag i parlamentet. Efter återkomsten från Ryssland 27 maj 2016 genom ett fångutbyte sa Savtjenko att hon är beredd att bli Ukrainas president. Samma år lämnade hon partiet Fäderneslandsförbundet men fortsatte att arbeta som parlamentsledamot inom den parlamentariska partigruppen. Detta meddelades strax efter att hon 12 december 2016 i Minsk i hemlighet hade träffat separatistledarna Aleksandr Zachartjenko från Folkrepubliken Donetsk och Igor Plotnitskij från Folkrepubliken Lugansk. Hon uttalade då att ska det bli fred är Ukraina tvunget att både kompromissa och förlåta. Ingenting av detta passade de ukrainska makthavarna, vars strategi när det gäller kriget i östra Ukraina enligt Savtjenko är att utåt ge en bild av total kompromisslöshet och i praktiken låta saker och ting förbli som de är. Som svar på mötet med separatistledarna uteslöt Fäderneslandsförbundet Savtjenko ur parlamentsgruppen den 15 december då partiet betraktade detta möte som "förhandling med terrorister". Efter denna kontrovers fråntogs Savtjenko sitt medlemskap i Europarådets parlamentariska församling av parlamentet. 27 december grundade hon det plattformen RUNA som är akronym för Det ukrainska folkets revolution. Enligt Savtjenko kommer RUNA inte vara ett "politiskt projekt" utan istället en "mekanism" och ett "naturlig förening för människor" som inte går på "populistiska slogans".
Savtjenko har varit fängslad sedan hon greps 22 mars 2018 anklagad för att ha planerat en statskupp mot ukrainska regeringen på grund av en video där Savtjenko och hennes officerskollega Volodymyr Ruban diskuterar hur de teoretiskt skulle gå tillväga om de utförde en statskupp. Under häktningstiden i Kiev har hon hungerstrejkat upprepade gånger och gått cirka tjugo kilo ned i vikt.  Den 8 februari 2019 avslogs Savchenkos registrering i det ukrainska presidentvalet genom ett beslut av Ukrainas centrala valkommission.

## Politik och i kulturen

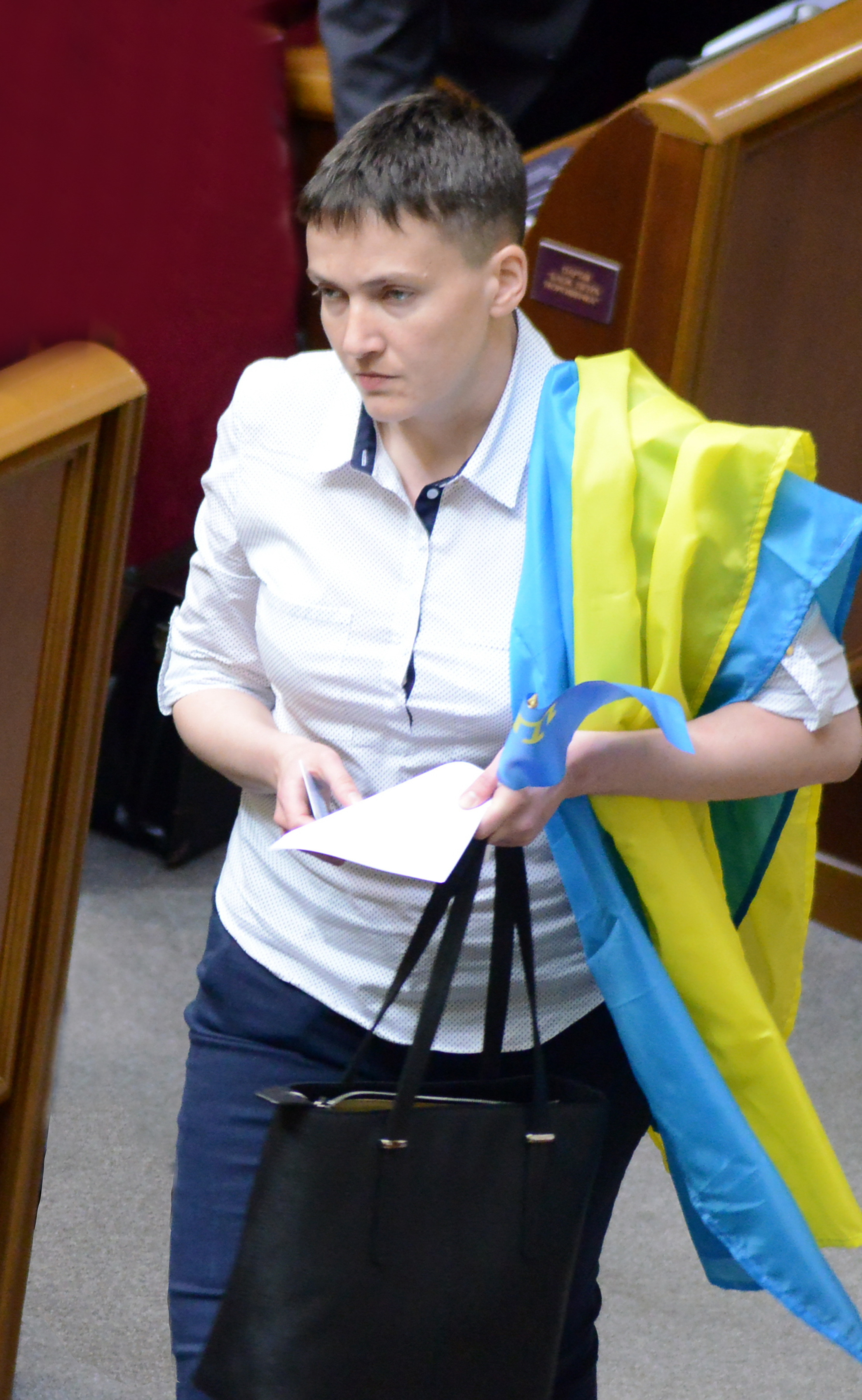
Savtjenko i det ukrainska parlamentet

Vid parlamentsvalet i Ukraina 26 oktober 2014 valdes Savtjenko i sin frånvaro in i det ukrainska parlamentet som representant för Fäderneslandsförbundet.
Ukrainas postväsen utgav 2015 ett frimärke med hennes porträtt.